# Tongersepoort
De Tongersepoort, ook wel (Nieuwe) Lenculenpoort, is een voormalige stadspoort in de Nederlandse stad Maastricht. De poort was onderdeel van de tweede middeleeuwse stadsomsluiting en was gelegen aan het westeinde van de Tongersestraat, waar de poort de toegang vormde tot de stad vanuit zuidwestelijke richting (Vroenhoven, Tongeren). De poort dateerde oorspronkelijk uit de late 13e eeuw, maar werd in de loop der eeuwen diverse malen vernieuwd. Vanaf de 17e eeuw was de veldzijde van de poort deels aan het oog onttrokken door de uitbreiding van de vestingwerken van Maastricht. De Tongersepoort werd eind december 1867 en begin januari 1868 gesloopt.

## Geschiedenis

### Bouw tweede middeleeuwse stadsmuur en Tongersepoort

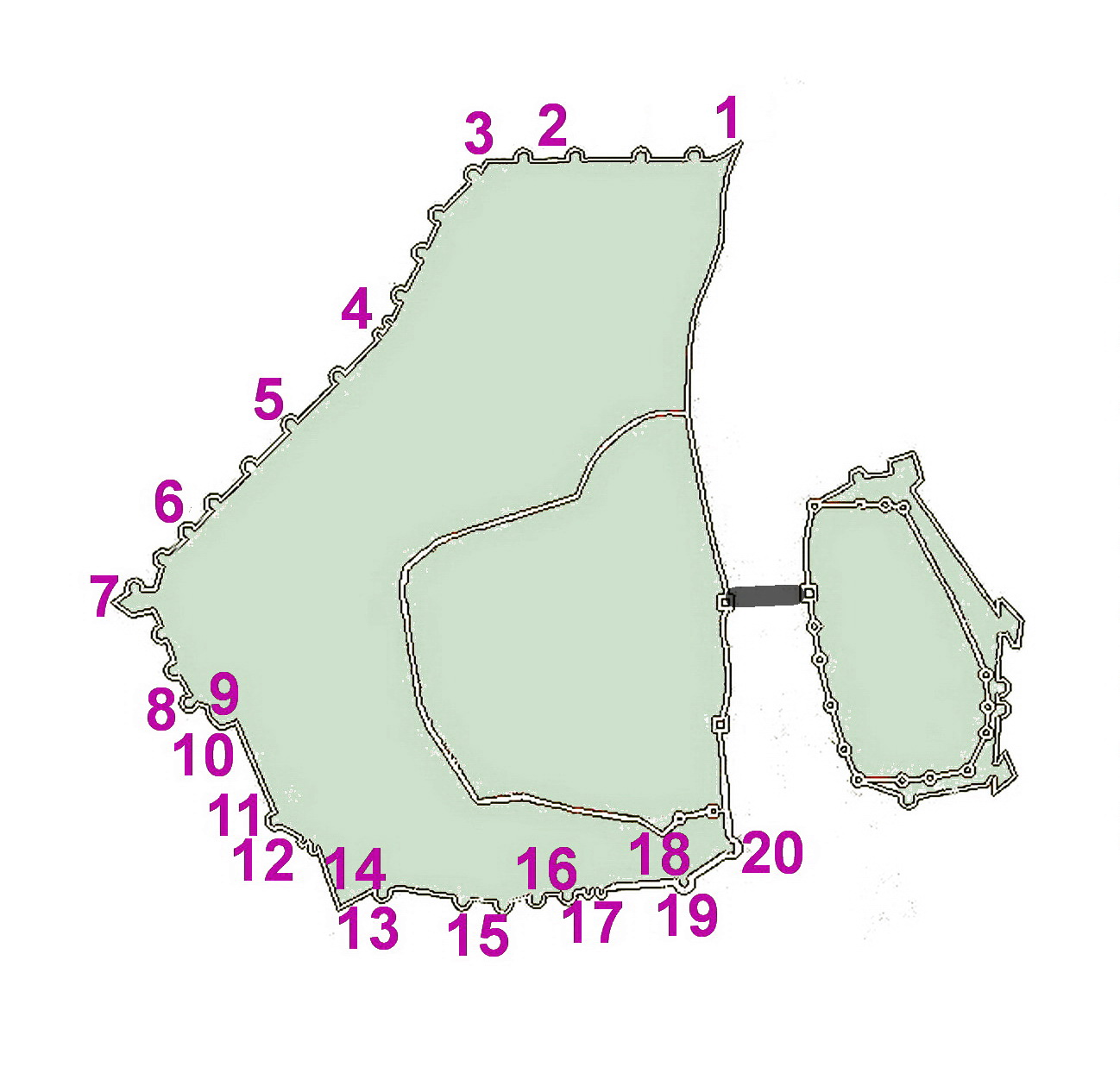
Tweede stadsmuur met Tongersepoort (12) en Tongersekat (14)

Nadat de eerste middeleeuwse stadsmuur uit het tweede kwart van de dertiende eeuw al na enkele decennia te krap bleek, besloot men vanaf circa 1294 de langs de uitvalswegen ontstane voorsteden binnen een nieuw te bouwen enceinte (stadsomsluiting) te brengen. De nieuwe omsluiting werd in 1380 in gebruik genomen, hoewel er nog tot circa 1500 aan gebouwd zou worden. De tweede stadsmuur op de linker Maasoever had een lengte van 4,4 km, inclusief ca. 900 m van de eerste muur, voornamelijk langs de Maas. De hoogte varieerde van 6 tot 9 m. Er kwamen vijf nieuwe land- of veldpoorten en twee waterpoorten. Daarnaast bleven de bestaande Maaspoorten in functie, en tot aan het einde van de 15e eeuw ook de Helpoort.
Tot 1380 vormde de (Oude) Lenculenpoort, gelegen waar tegenwoordig Lenculenstraat, Bouillonstraat en Tongersestraat samenkomen, de belangrijkste zuidwestelijke toegang tot de stad. Maar al tachtig jaar eerder, vanaf  omstreeks 1298, werd aan het einde van de Tongersestraat, toen Hoeghe Lenculenstraat geheten, gebouwd aan de Nieuwe of Buitenste Lenculenpoort. Tot de 17e eeuw werden beide poorten aangeduid als oude, c.q. nieuwe Lenculenpoort. Beide poorten leidden naar het buitenstedelijke deel van het graafschap van de Vroenhof, waarvan de binnen de stad gelegen Lenculenhof de hoofdzetel was. Later werd de tweede poort meestal aangeduid als Tongersepoort.
De tweede Lenculenpoort was oorspronkelijk een rechthoekig bouwwerk, wellicht geflankeerd door ronde torens, zoals de meeste andere poorten. Het metselwerk bestond uit blokken kalksteen (Limburgse mergel?) en veldkeien in onregelmatig verband. De poortdoorgang was aanvankelijk spitsboogvormig, later werden rondbogige doorgangen toegevoegd. Volgens een in de poort geplaatste jaarsteen werd de Tongersepoort in 1459 verbouwd. De bouw van twee zware poorttorens aan de veldzijde, onderdeel van een barbacane, zou toen eveneens zijn begonnen. Het werk was in 1485 nog steeds niet voltooid, vermoedelijk pas in 1509. De noordelijke toren deed lange tijd dienst als polvertoren.

### Uitbouw van de vesting en inkapseling Tongersepoort
Door de veranderde oorlogsvoering en de als gevolg daarvan gestaag uitdijende buitenwerken, raakten de stadspoorten vanaf eind 15e eeuw steeds meer ingekapseld. De Tongersepoort werd omstreeks 1544 gemoderniseerd. Rond deze tijd werd tevens een kazemat onder de zuidelijke poorttoren aangelegd. Aan het begin van de Tachtigjarige Oorlog (1568-1648) werd aan de veldzijde een ravelijn aangelegd, dat bij het Beleg van Maastricht (1579) geheel werd verwoest en pas na 1619 werd hersteld. Bij het Beleg van Maastricht van 1673 raakte de poort zwaar beschadigd. Op advies van vestingingenieur Vauban investeerde Lodewijk XIV van Frankrijk fors in het herstel van onder andere de Tongersepoort, de bijbehorende valbrug en de nabijgelegen kazernes. In de 18e eeuw werden de vestingwerken verder uitgebreid en werden buiten de Tongersepoort diverse bastions en lunetten bijgebouwd, onder andere het bastion Waldeck. Op de Franse maquette van Maastricht uit het midden van de 18e eeuw is de inkapseling van de Tongersepoort goed te zien.

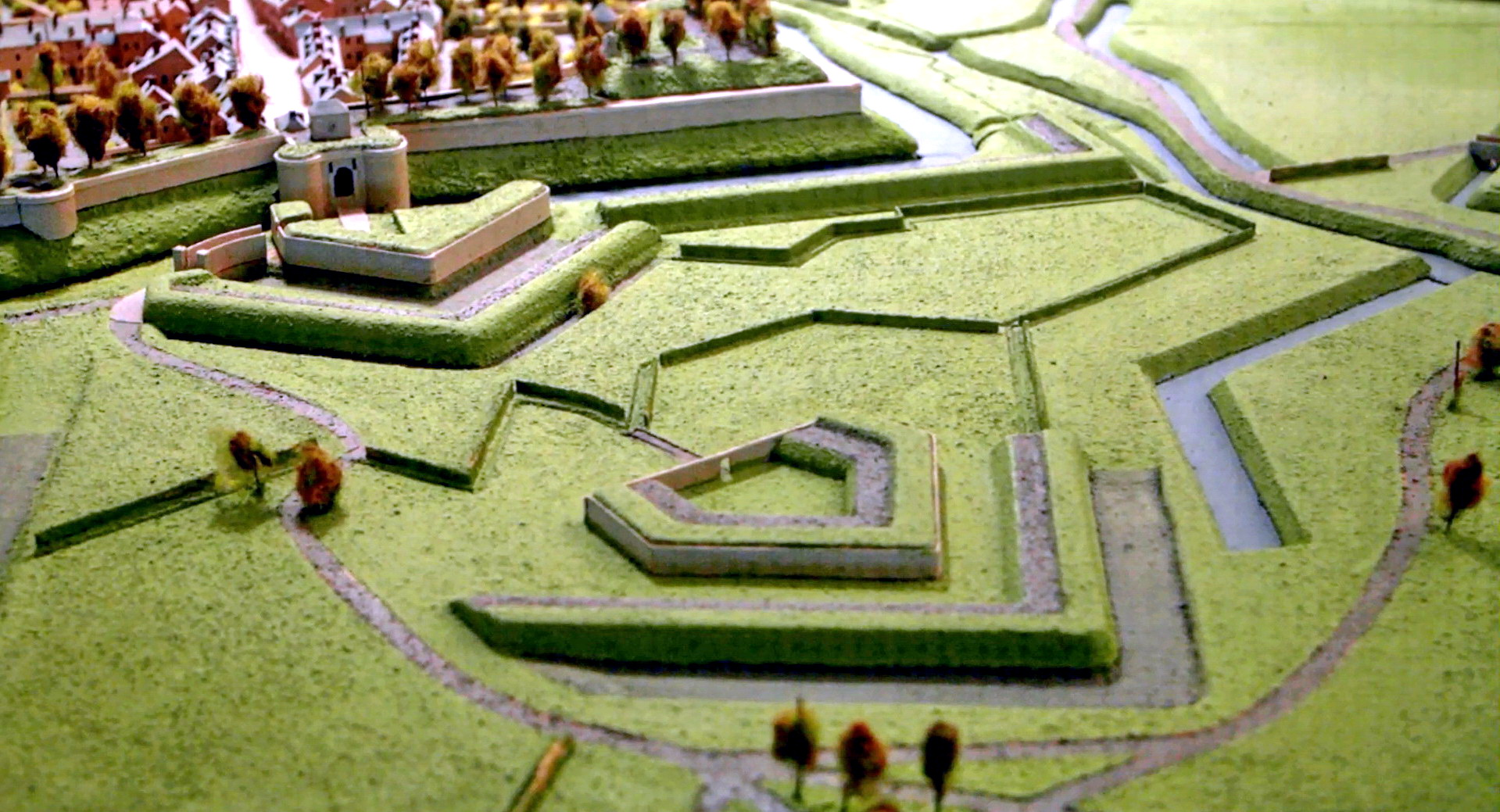
Tongersepoort met ravelijn, couvreface en bastion Waldeck, ca. 1750
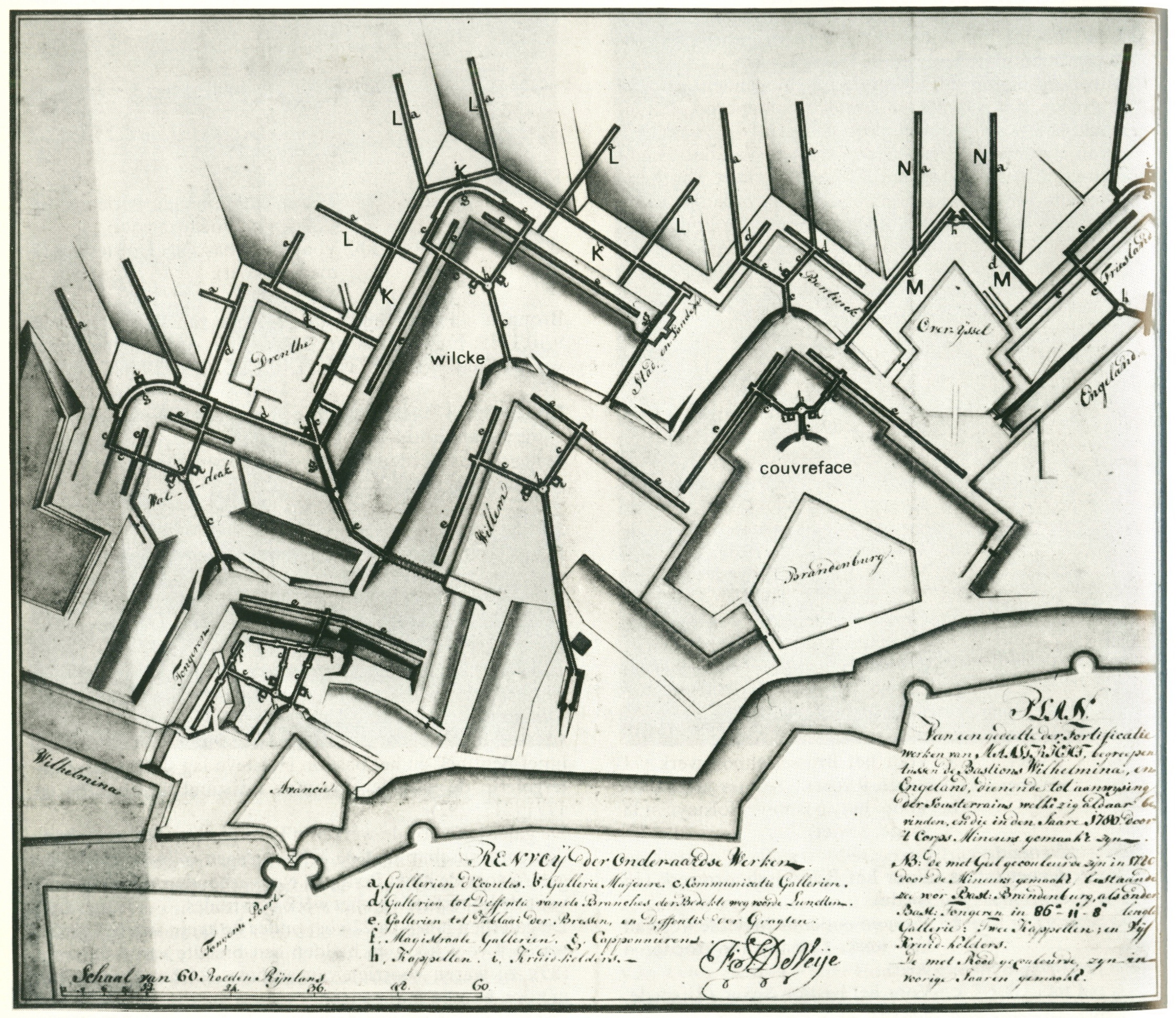
Tongersepoort met boven- en ondergrondse vestingwerken (F. de Veije, ca. 1775)
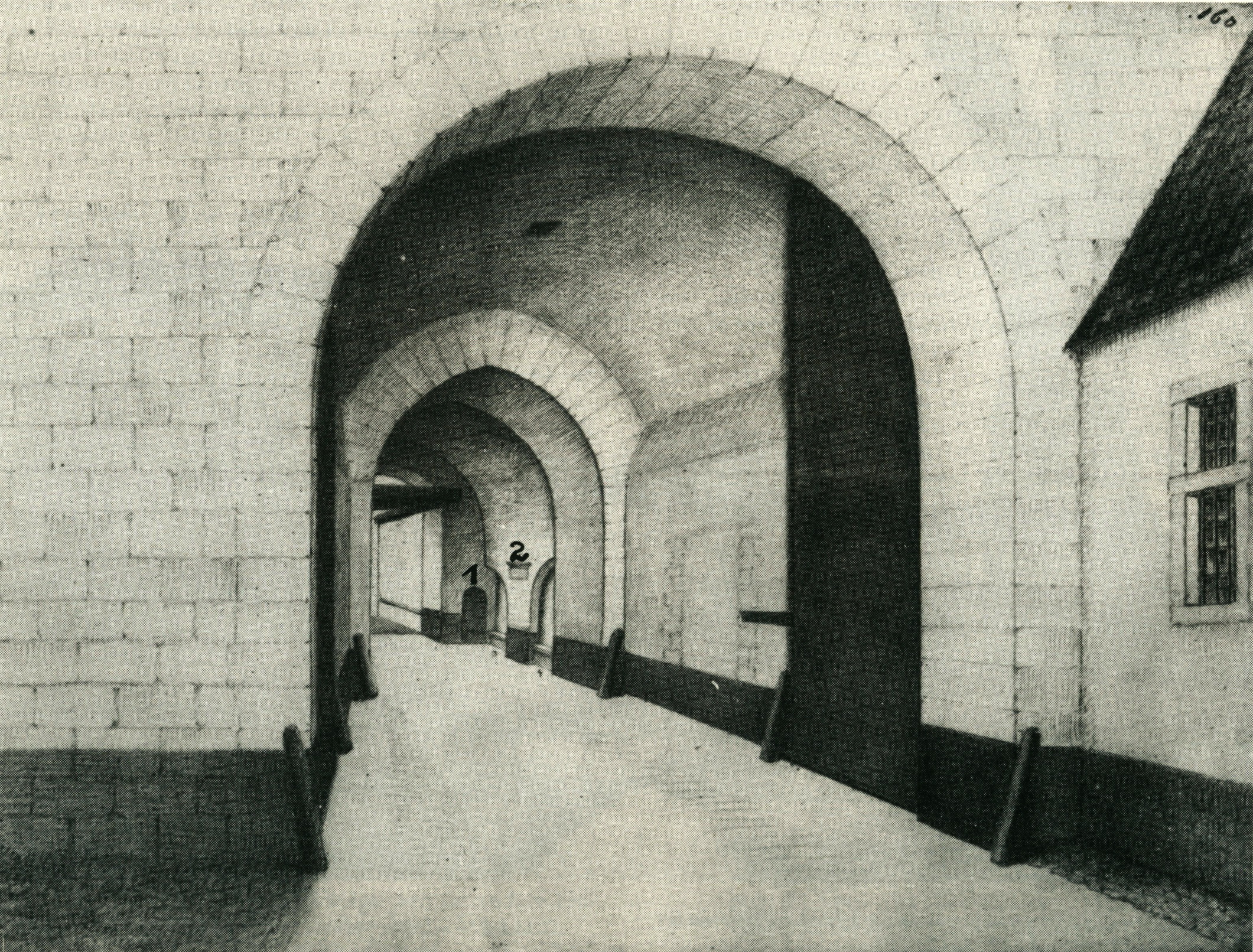
Stadszijde Tongersepoort (J. Brabant, ca. 1860?)
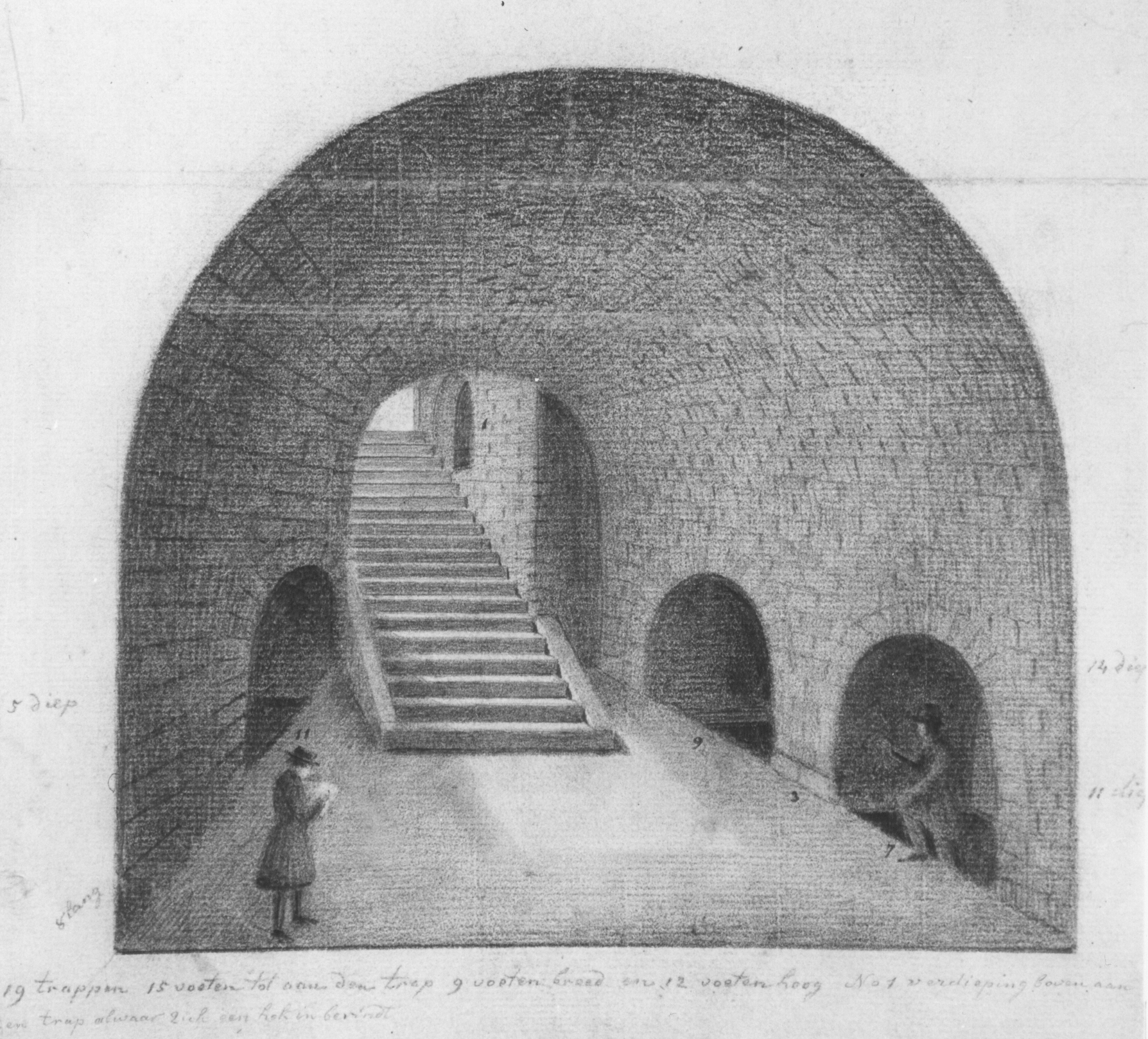
Kazemat bij de Tongersepoort (J. Brabant, ca. 1860?)

### Ontmanteling vesting en sloop Tongersepoort
Op 29 mei 1867 ondertekende koning Willem III der Nederlanden, na lang aandringen van onder andere de gemeente Maastricht, het besluit tot opheffing van de vestingstatus van Maastricht, Venlo, Bergen op Zoom, Vlissingen en enkele andere vestingen. In de jaren daarna werd de vesting Maastricht in opdracht van het Ministerie van Oorlog ontmanteld, waarna de gronden werden overgedragen aan de Dienst der Registratie en Domeinen voor verdere sloop en herbestemming. De zeven nog in gebruik zijnde stadspoorten van Maastricht, die onder de zeggenschap van het gemeentebestuur vielen, werden tussen 1867 en 1870 als eerste afgebroken (de al veel eerder buiten gebruik gestelde en in de stadsmuur ingekapselde Lindenkruispoort in 1874). De geleidelijke afbraak van de stadsmuren ging nog door tot de jaren 1930.. De Tongersepoort was als eerste aan de beurt en werd in de winter van 1867-1868 gesloopt. De terreinen van de Tongersepoort en omliggende vestingwerken werden geveild, maar pas in het begin van de 20e eeuw bebouwd. De voorheen door de vestinggordel slingerende Tongerseweg kon worden rechtgetrokken.
De ontmanteling van de vesting Maastricht werd door de meeste tijdgenoten gezien als het begin van een periode van grotere welvaart. Tegen de afbraak van de eeuwenoude stadspoorten rees dan ook nauwelijks protest. Bij de start van de afbraak van de Tongersepoort in december 1867 was geen enkele bepaling opgenomen over documentatie en oudheden. Door toedoen van de kunstenaar-historicus Alexander Schaepkens en de jonge Victor de Stuers werd bij de sloopbestekken van de andere poorten bepaald dat gedetailleerde tekeningen en foto's gemaakt moesten worden. De tekenaar Johannes Brabant maakte in opdracht van het Geschied- en Oudheidkundig Genootschap schetsen en de fotograaf Theodor Weijnen foto's van de te slopen vestingwerken.

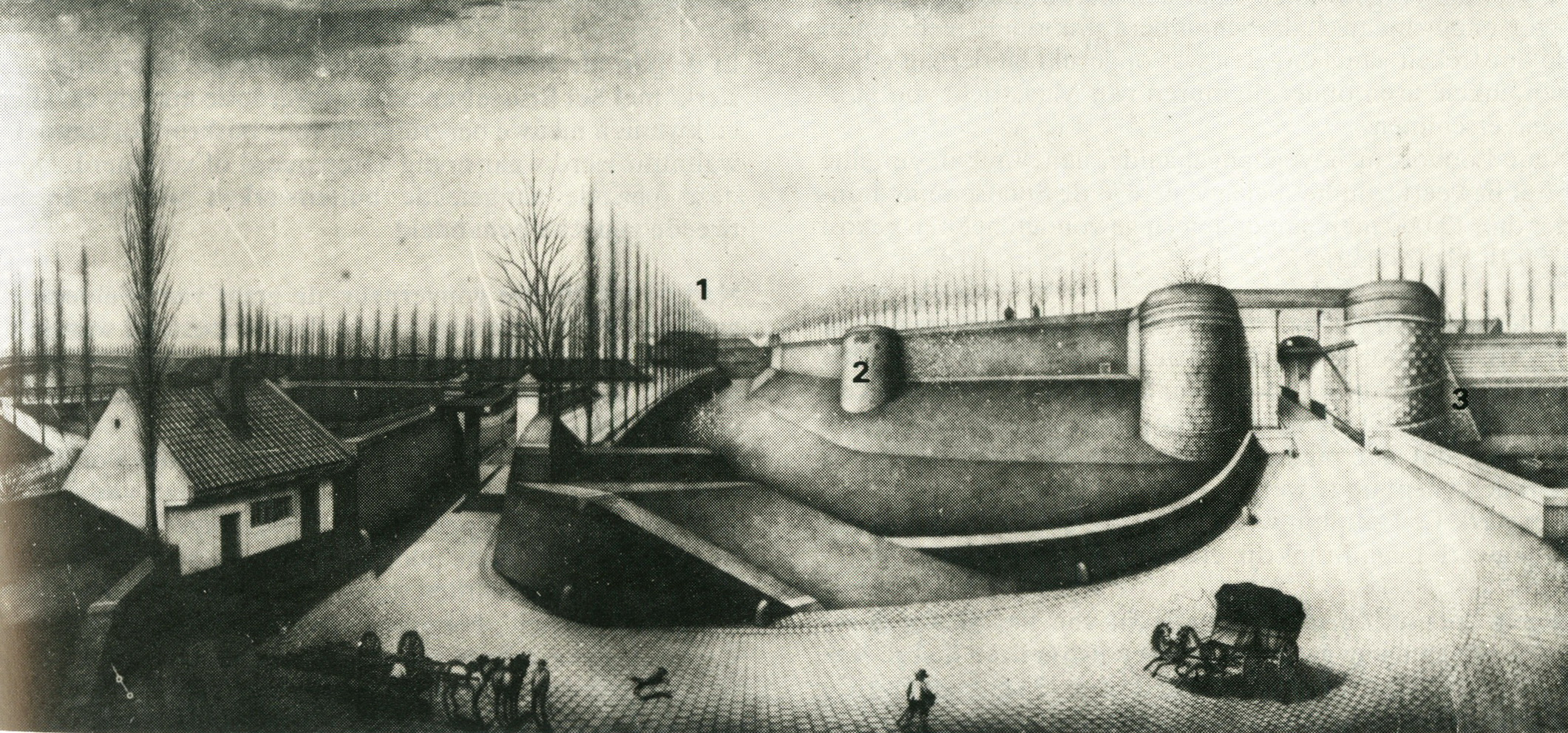
Omgeving Tongersepoort (J. Brabant, ca. 1865)
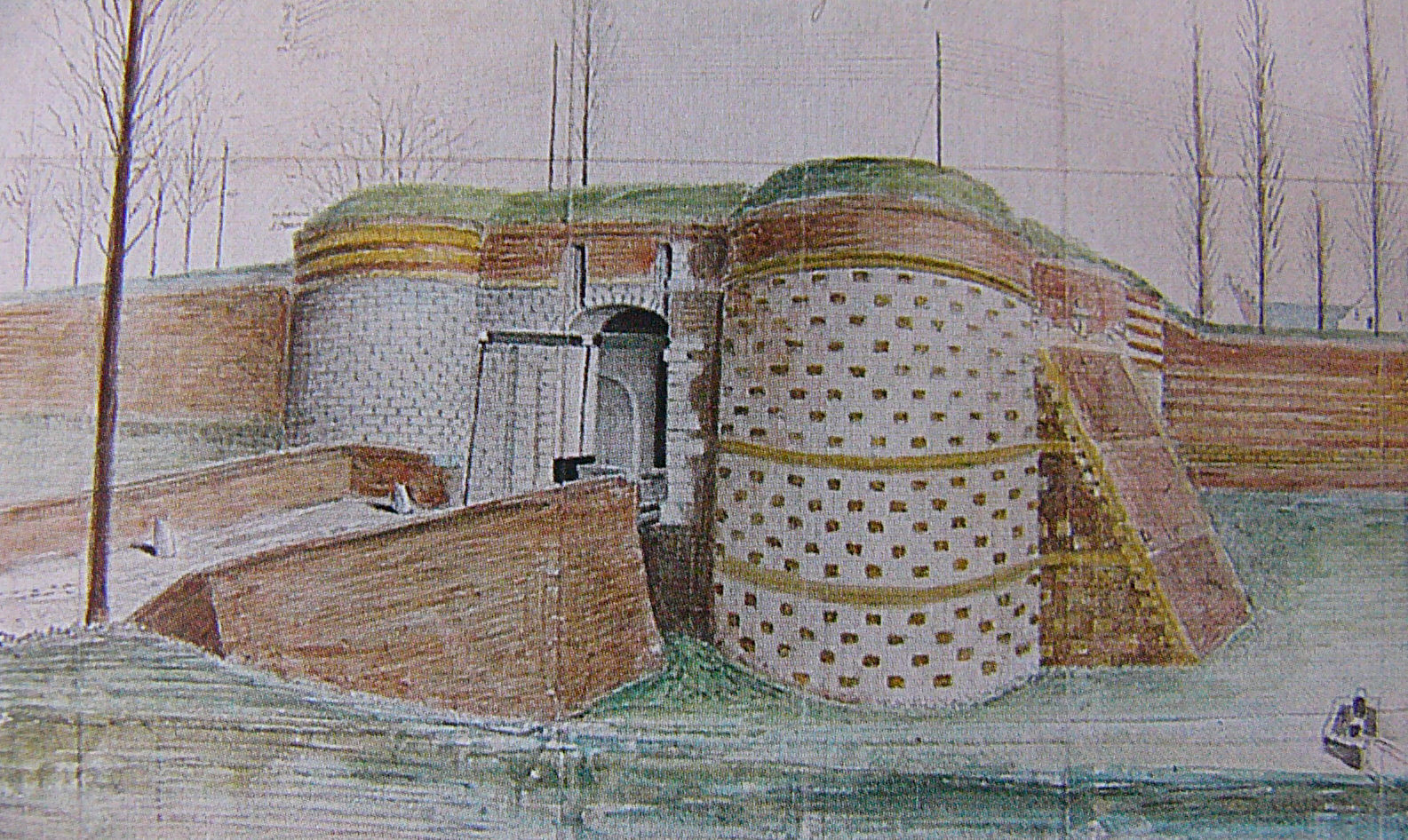
Veldzijde Tongersepoort (J. Brabant, ca. 1865)
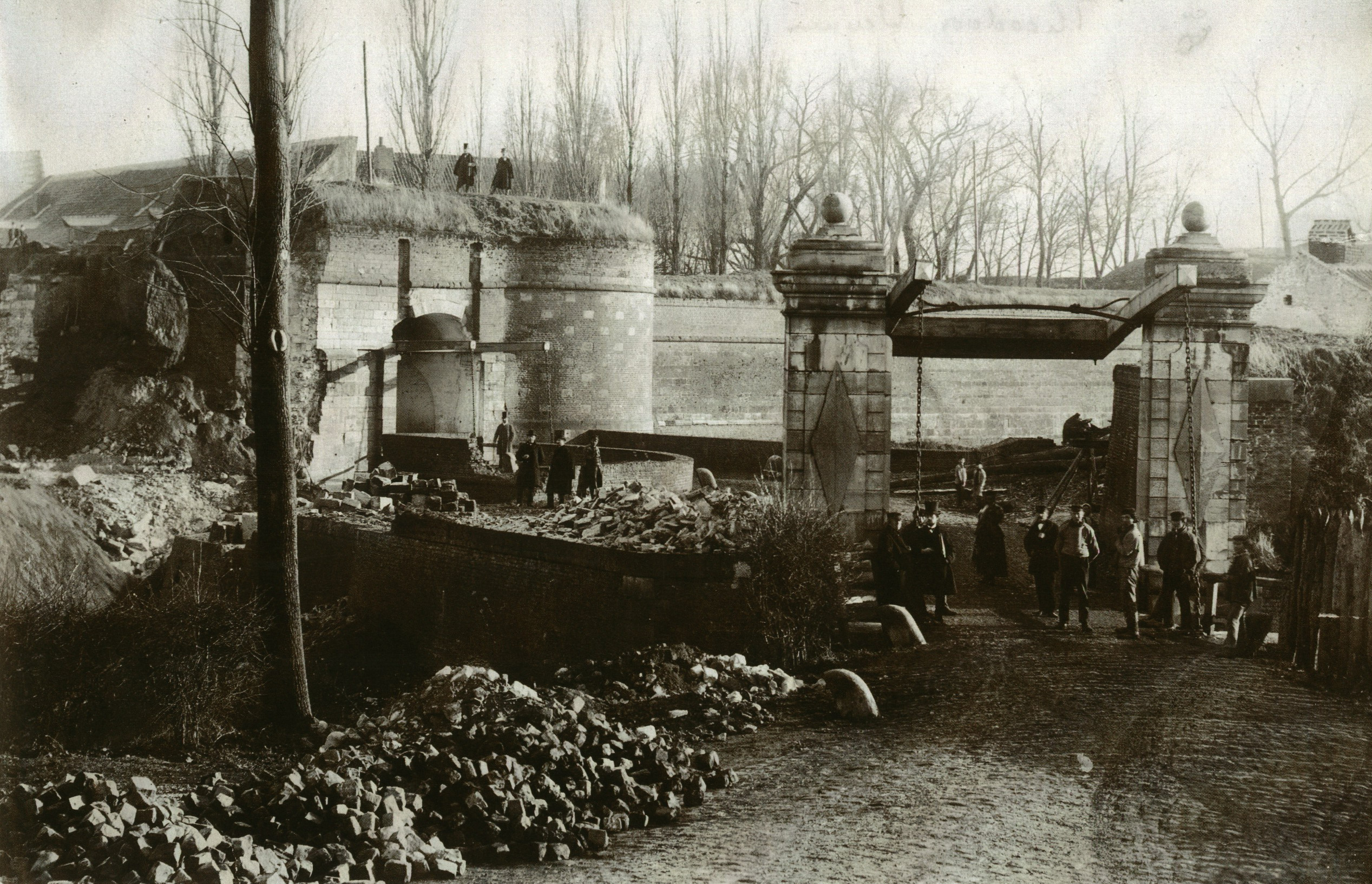
De sloop in volle gang (Th. Weijnen, jan. 1868)
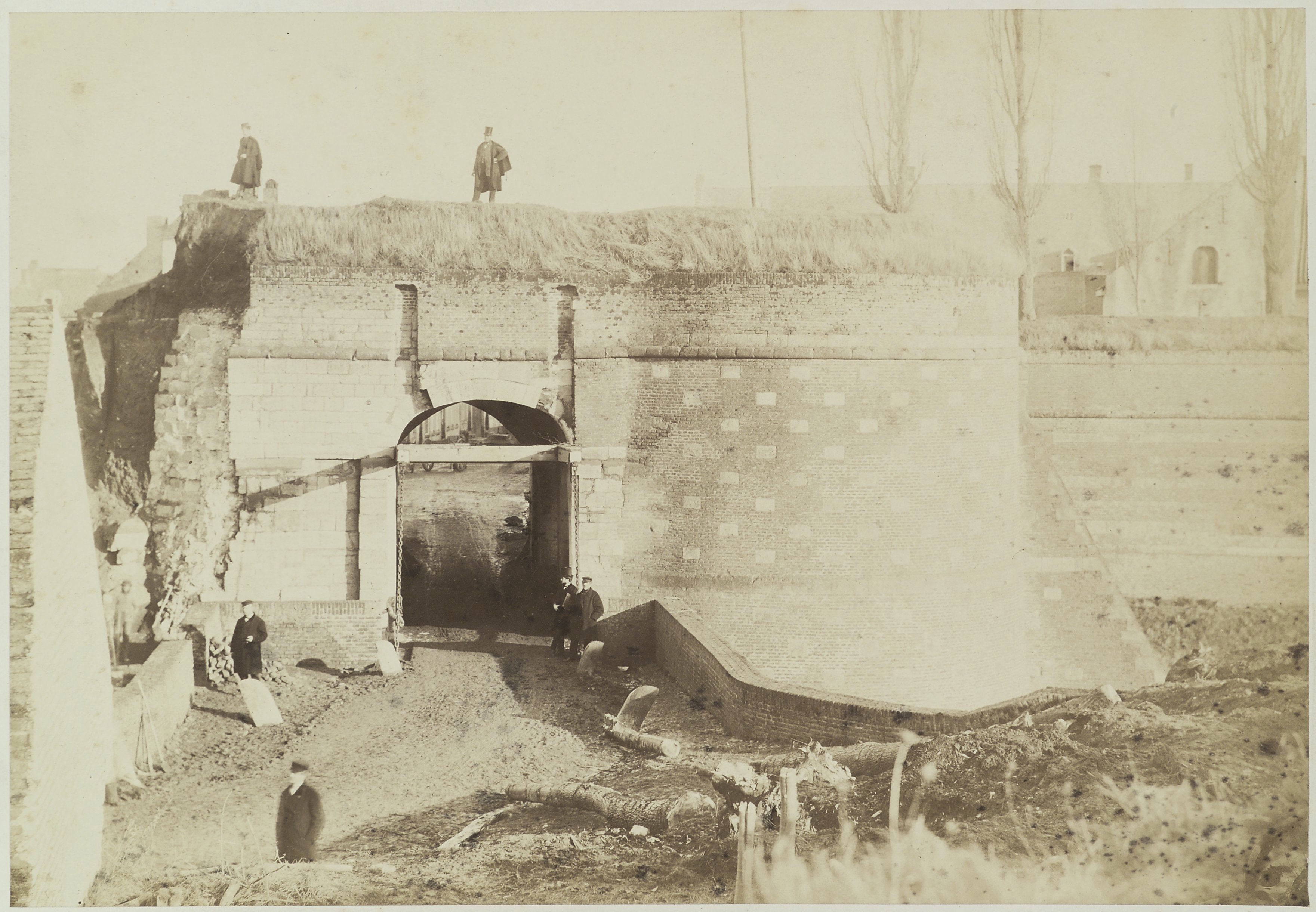
Deels gesloopte poort (Th. Weijnen, jan. 1868)

## Cultuurhistorisch erfgoed

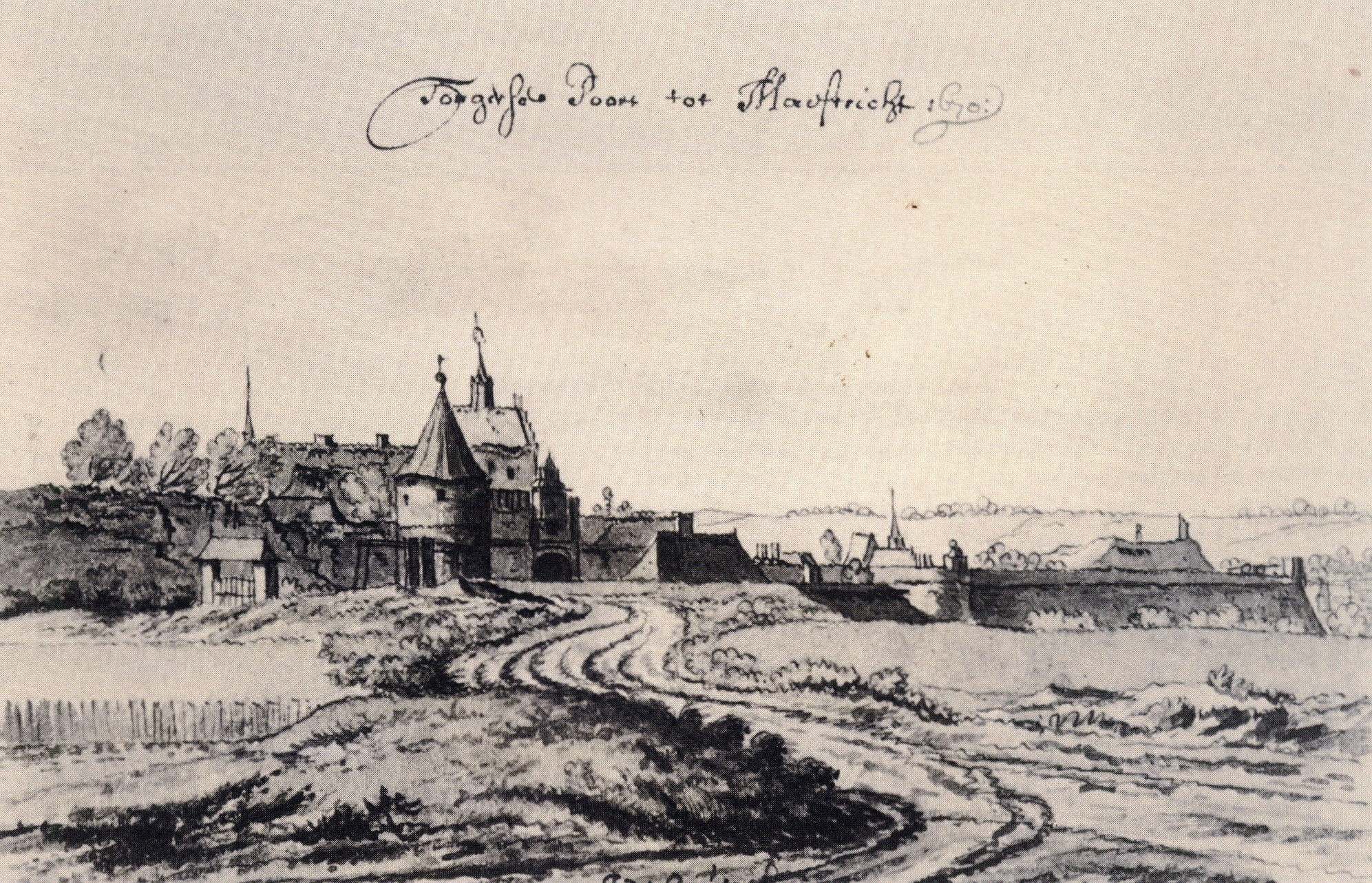
Omgeving Tongersepoort (pentekening van Josua de Grave, 1670)

Van de Tongersepoort is, behalve de genoemde jaarsteen, niets overgebleven. Wel bewaard bleef het in de 18e eeuw naast de poort gebouwde binnenwachthuis. Het is een laag gebouw met aan de straatzijde een ver overstekend zadeldak. Dit gebouw, ook wel commiezenhuis genoemd, is een rijksmonument. In de Tongersestraat, op de hoek van de Minderbroedersberg, stond het huis van de vestingcommandant. Ertegenover lag op de Ezelmarkt in de Franse tijd (1794-1814) de Bonnefantenkazerne. Het meer naar het zuidwesten gelegen hoekbastion bij de Tongersekat vormt het begin van de zogenaamde Jezuïetenwal en in het verlengde daarvan de Nieuwenhofwal in het Stadspark Maastricht, het langste en best bewaard gebleven stuk van de tweede middeleeuwse stadsmuur. In de tuin van het voormalige jezuïetenklooster aan de Tongersestraat, de huidige economische faculteit van de Universiteit Maastricht, bevinden zich een deels ondergronds en een vrijstaand kruithuis. Van de buitenwerken bij de Tongersepoort resteert een groot deel van het bastion Waldeck en een klein deel van het lunet Drenthe in het Waldeckpark.
Tot het cultuurhistorisch erfgoed behoren ook enkele schilderijen, prenten en tekeningen waarop de Tongersepoort te zien is, waaronder werk van Adam Frans van der Meulen, Josua de Grave en Alexander Schaepkens.

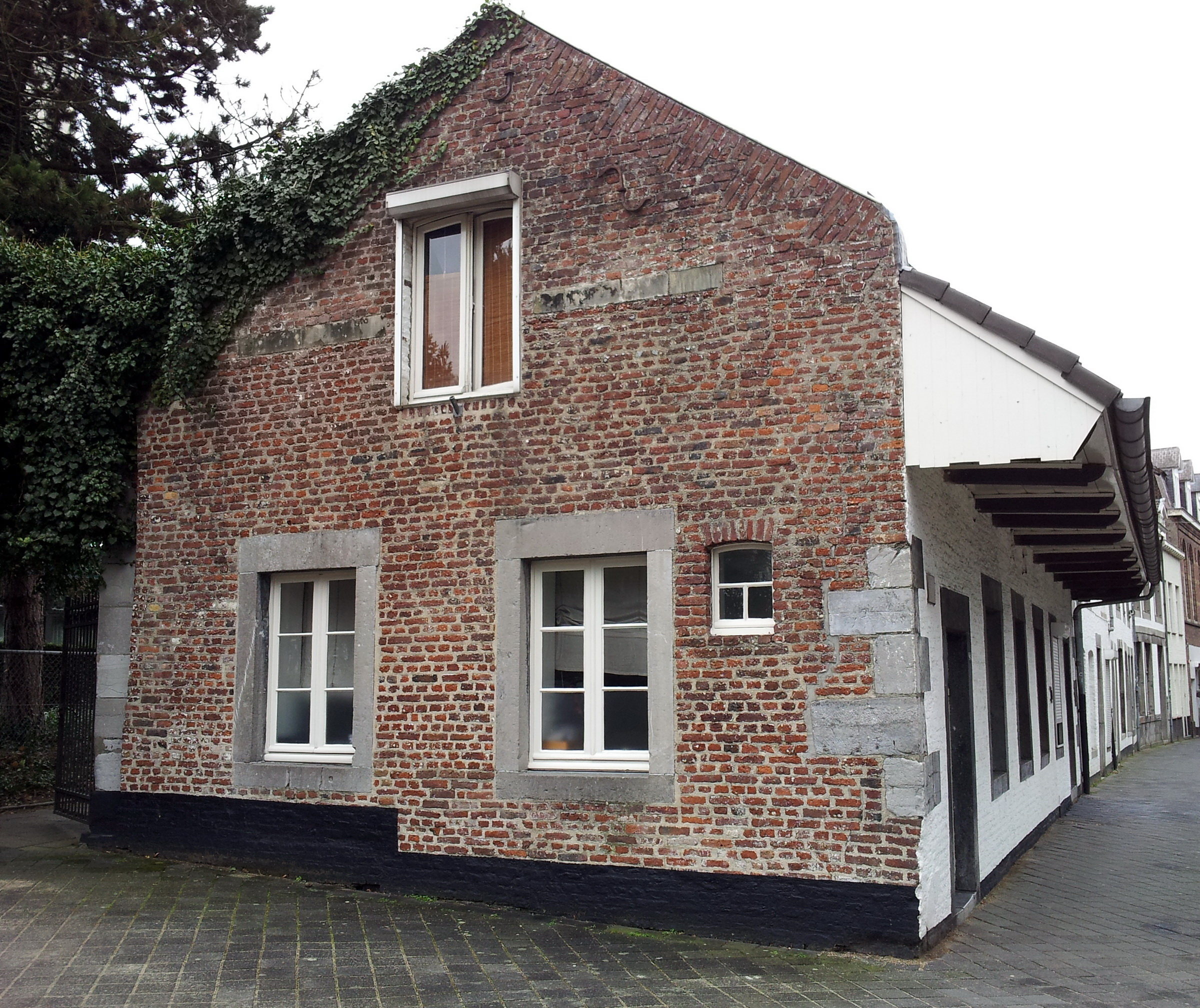
Wachthuis Tongersepoort
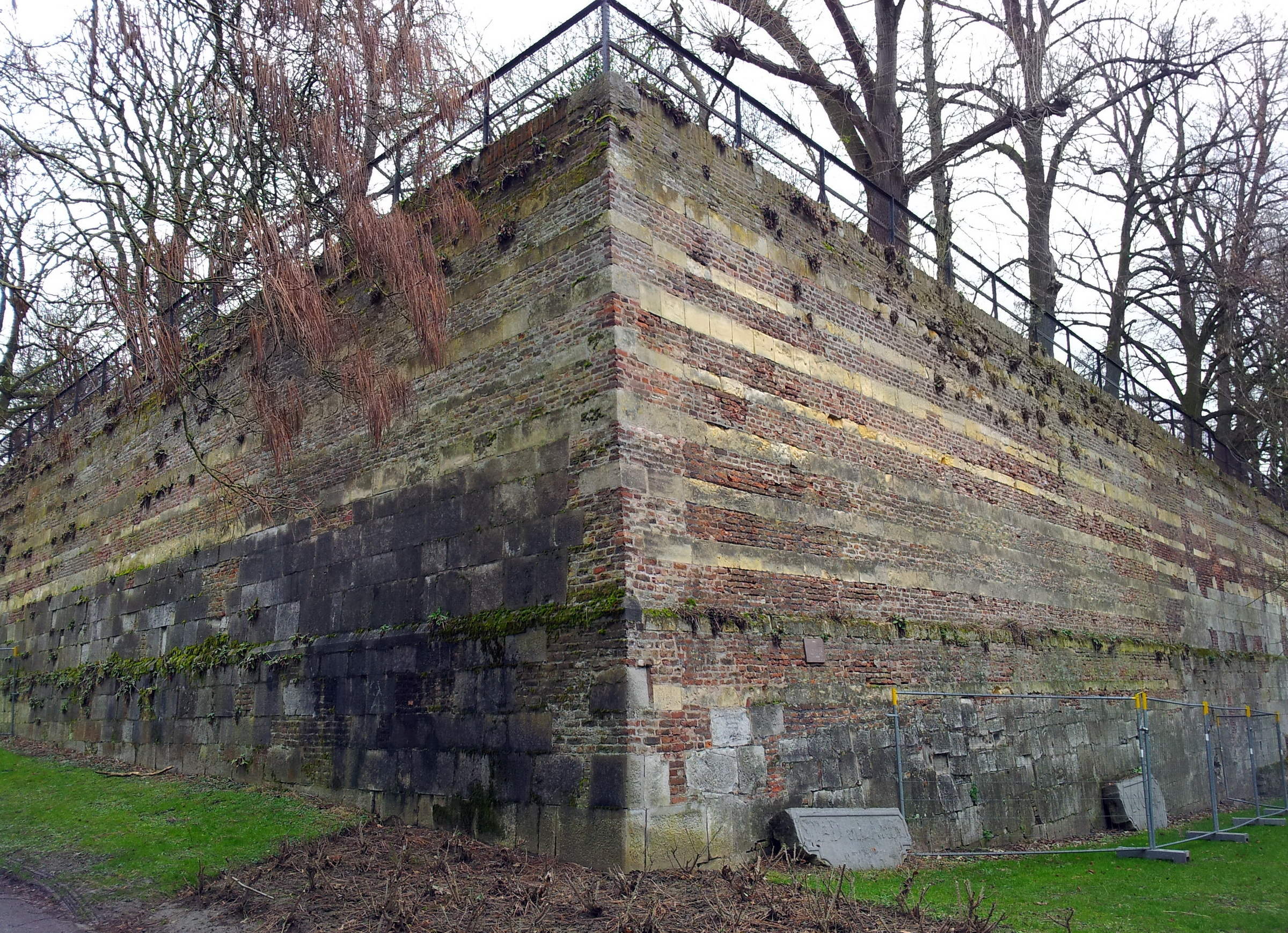
Hoekbastion Tongersekat
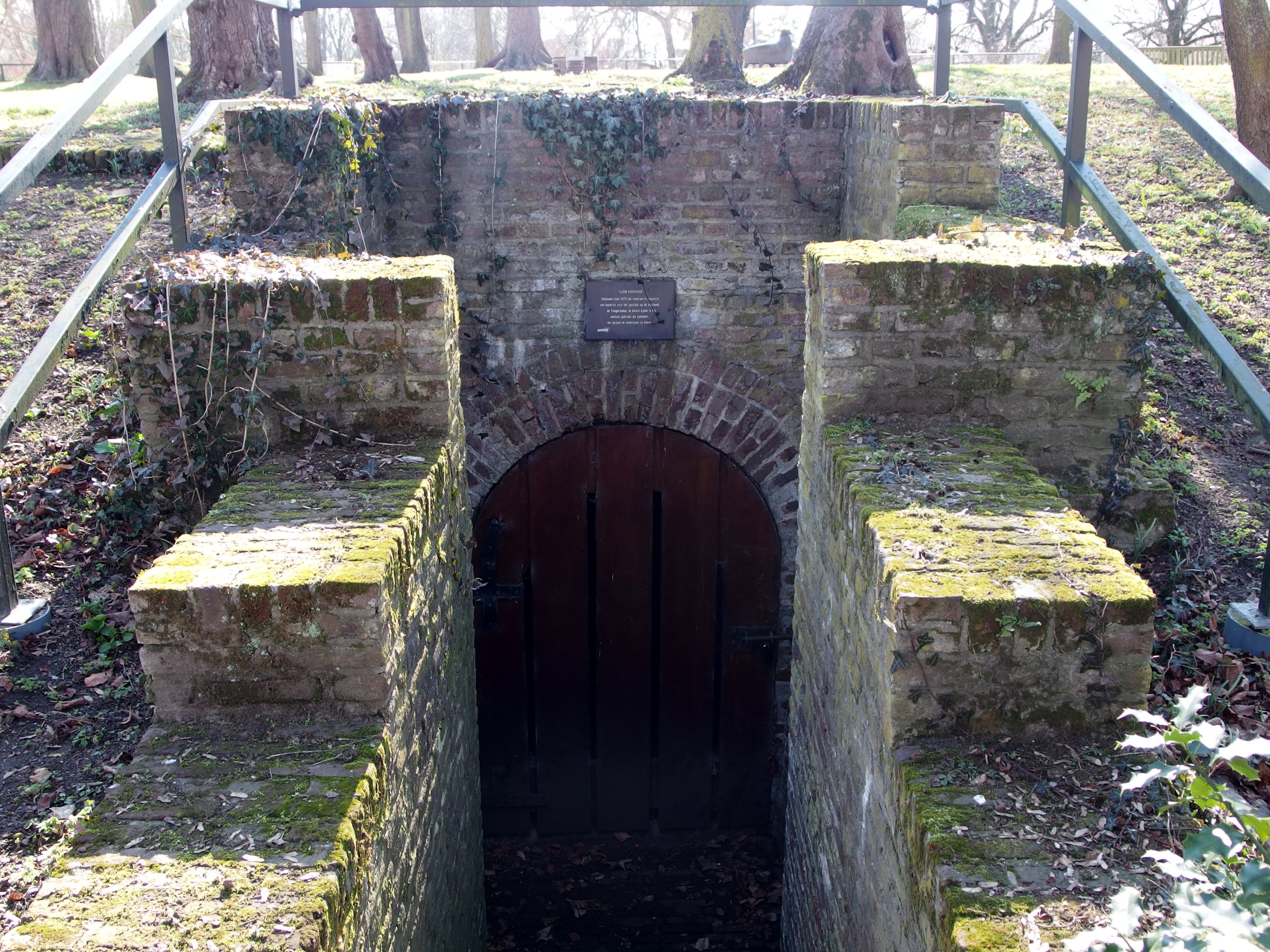
Kruithuis in universiteitstuin
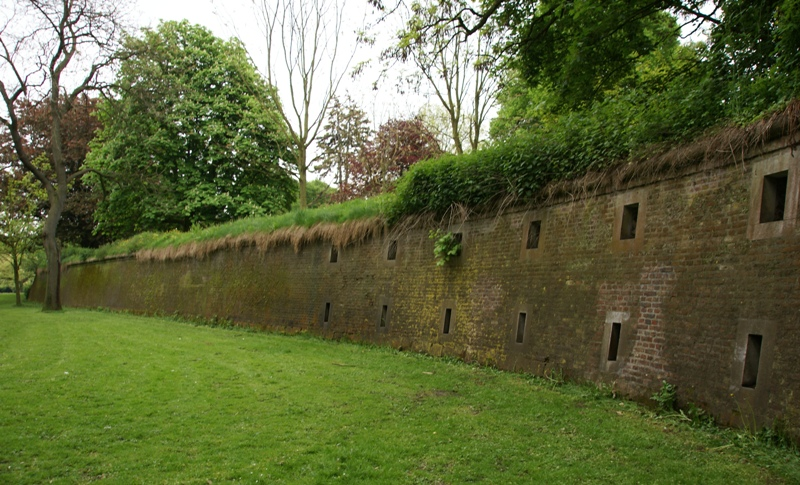
Waldeckbastion